# Nicotiana obtusifolia
Nicotiana obtusifolia là loài thực vật có hoa trong họ Cà. Loài này được M. Martens & Galeotti mô tả khoa học đầu tiên năm 1845.